# Der standhafte Benjamin
Der standhafte Benjamin ist ein 1916 entstandener, deutscher Stummfilmschwank von Robert Wiene mit Arnold Rieck in der Titelrolle.

## Handlung
Benjamin Nickmüller arbeitet als Hausdiener in dem Schuhgeschäft des Alois Lauter. Dabei stellt er sich oft derart trottelig an, dass er mehr Schaden verursacht als eine Hilfe zu sein. Sein Vorgesetzter überlegt schon, ob er Benjamin hinauswerfen soll, da liest er eines Tages in der Zeitung, dass Benjamin von einem Notar gesucht wird, denn sein Onkel, der soeben das Zeitliche gesegnet hat, hinterließ ihm eine beträchtliche Geldsumme. Ab sofort ist Lauter, der als gewiefter Geschäftsmann Morgenluft wittert, wie ausgewechselt. Benjamin ist fortan nicht mehr der dumme Lackel, mit dem man alles machen kann. Vielmehr ist Nickmüllers Vorgesetzter von ausgesuchter Höflichkeit und trägt seinen Untergebenen auf Händen. Sogar ein Beschäftigungsvertrag mit einer Dauer von zehn Jahren wird aufgesetzt. Der Schuh-Chef hat jedoch eine Klausel einbauen lassen, mit der er hofft, an Benjamins avisiertes Erbe zu kommen.
Sollte der schusselige Angestellte nämlich von dem Vertrag zurücktreten, und von sich aus kündigen, so muss er seinem Boss Lauter eine festgelegte Konventionalstrafe von 50.000 Mark zahlen. Benjamin, vom Sinneswandel seines Vorgesetzten nicht misstrauisch geworden, ist ebenso naiv wie ahnungslos und unterschreibt das Papier. So tritt er des Onkels Erbe in Höhe von 272.000 Mark an und bleibt zunächst Angestellter des Herrn Lauter. Abends geht er auf die Piste und machte eine Sause nach der anderen, tagsüber ist Benjamin wie bisher der brave, kleine Angestellte. Lauters unlautere Absicht, Nickmüller aus dem Angestelltenverhältnis zu ekeln, verfängt nicht, Benjamin bleibt standhaft und kann Alois Lauter sogar mit seinen eigenen Mitteln schlagen. So gibt eines Tages der Schuh-Boss auf und macht Benjamin Nickmüller kurzerhand zu seinem Kompagnon.

## Produktionsnotizen
Der standhafte Benjamin entstand Mitte 1916 im Messter-Film-Atelier in Berlins Blücherstraße 32, passierte im August desselben Jahres die Zensur und erlebte am 13. April 1917 im Mozartsaal der Hauptstadt seine deutsche Erstaufführung. Das Lustspiel besaß vier Akte und war in der österreichischen Fassung, die seit dem 23. März 1917 in Wien zu sehen war, rund 1500 Meter lang.

## Kritik
Paimann’s Filmlisten resümierte: „Stoff sehr gut, Photos, Spiel, Szenerie und Humoristik ausgezeichnet.“